# Arctia ilithyia
Arctia ilithyia är en fjärilsart som beskrevs av Böttcher 1905. Arctia ilithyia ingår i släktet Arctia och familjen björnspinnare. Inga underarter finns listade i Catalogue of Life.